# Disney Magic
Disney Magic es el barco de crucero original operado por Disney Cruise Line, un subsidiario de The Walt Disney Company. Su hermana, Disney Wonder, fue puesto en marcha en 1999.
Construido en 1998 por el astillero italiano Fincantieri, Disney Magic tiene una capacidad de aproximadamente 2 400 pasajeros. Desde el verano del 2000, el crucero ha estado dando viajes semanales a Castaway Cay y a varias islas Caribeñas (St. Maarten, St. Thomas, St. Croix, Tórtola, Key West, Gran Caimán y Cozumel) fuera de su puerto de partida en Port Canaveral, Florida.
En junio de 2005 Disney Magic fue despachado a la Costa oeste de los Estados Unidos en honor del aniversario de 50 años de Disneyland.
Disney Magic hizo una travesía transatlántica en mayo de 2007 para navegar sobre el Mediterráneo, visitando puertos que incluían Barcelona, Cádiz y Gibraltar. 
Empezando el 25 de mayo de 2008, Disney Magic está programado a navegar 12 vacaciones de cruceros de 7 noches desde el Puerto de Los Ángeles a los puertos de la Riviera Mexicana que son los siguientes: Cabo San Lucas, Mazatlán y Puerto Vallarta. Además Disney Cruise Line ofrecerá dos cruceros ubicados de nuevo de 15 noches, navegando desde Port Canaveral al Canal de Panamá, que saldrán el 10 de mayo de 2008, con el regreso navegando a Florida el 17 de agosto de 2008.
Disney Magic entró en renovación planificada de dique seco para 10 días el 1 de octubre de 2005, en el astillero de Norshipco en Norfolk, Virginia. Varias mejoras tuvieron lugar durante este tiempo. El Balneario y Salón Vista sufrieron una expansión de 160m2 que incluyó tres suites del tratamiento en balneario nuevos